# Othreis dioscoreae
Othreis dioscoreae är en fjärilsart som beskrevs av Fabricius 1781. Othreis dioscoreae ingår i släktet Othreis och familjen nattflyn. Inga underarter finns listade i Catalogue of Life.